# Jaime Figueroa
Jaime „Kachiro“ Figueroa Sanabia (* 15. Februar 1910 in Río Piedras; † 12. Januar 2003) war ein puerto-ricanischer Geiger.

## Leben
Der Sohn des Komponisten und Dirigenten Jesús Figueroa begann seine Laufbahn als musikalisches Wunderkind. Er trat schon sechsjährig auf und hatte im Alter von elf Jahren Violinkonzerte von Felix Mendelssohn Bartholdy, Henryk Wieniawski und Wolfgang Amadeus Mozart gespielt. Er studierte am Real Conservatorio Superior de Música de Madrid und erhielt dort erste Preise in den Fächern Violine und Kammermusik sowie den Sarasate-Preis.
Enrique Fernández Arbós lud ihn daraufhin als Solist zu einem Konzert mit dem Sinfonieorchester Madrid ein, bei dem Figueroa das Violinkonzert von Glasunow spielte. Nach einer Konzertreise durch Spanien, Portugal und Nordafrika ging er an die École Normale de Musique de Paris, wo er bei Jacques Thibaud und Marcel Chailley studierte und die License de Concert erwarb. Er spielte im Orchester der Schule unter Leitung von Alfred Cortot und arbeitete als Konzertmeister des Orchestre Siohan mit Arthur Honegger, Igor Strawinski und Nadia Boulanger zusammen.
Beim Wieniawski-Violinwettbewerb in Warschau belegte Figueroa 1935 den siebten Platz. Bis zum Beginn des Zweiten Weltkrieges war er Violinlehrer am Real Conservatorio, danach kehrte er nach Puerto Rico zurück. Dort trat er mit einem eigenen Streichquartett und als Konzertmeister des Orquesta Sinfónica de Puerto Rico auf und unterrichtete am Konservatorium von San Juan.
Jaime Figueroa starb am 12. Januar 2003.